# Ernest Sutherland
Ernest Sutherland (Ernest George „Buz“ Sutherland; * 26. April 1894 in Palmerston North; † 8. Juli 1936 ebd.) war ein neuseeländisch-südafrikanischer Zehnkämpfer und Speerwerfer.
Für Südafrika startend wurde er bei den Olympischen Spielen 1924 in Paris Fünfter im Zehnkampf mit seiner persönlichen Bestleistung von 6794,145 Punkten.
1924 wurde er Englischer Meister im Speerwurf.